# Свирская губа (Онежское озеро)
Сви́рская губа́ — залив в южной части Онежского озера на стыке трех областей Ленинградской, Вологодской и Республики Карелия.
Берега губы низкие, поросшие хвойным лесом и кустарником. Грунт — в основном песок и камень. Площадь поверхности — 535 км².
В вершине Свирской губы расположен исток реки Свирь, посёлок Вознесенье и несколько сельских поселений.